# Soccer Mom
Soccer Mom (Brasil: Treinadora por acaso / Portugal: Soccer Mom) é um filme norte-americano de 2008 dirigido por Gregory McClatchy.
No elenco, Emily Osment, Dan Cortese e Kristen Wilson.